# Nederlands Tegelmuseum
Het Nederlands Tegelmuseum is een museum in Otterlo, op de Veluwe in de Nederlandse provincie Gelderland met een van de grootste verzamelingen Nederlandse wandtegels en tegeltableaus,.

## Collectie
De collectie omvat ruim 10.000 inventarisnummers, waarvan slechts een beperkt deel permanent geëxposeerd wordt. De collectie is op internet toegankelijk gemaakt via CollectieGelderland. Er is in het museum veel te zien over de techniek van het bakken en beschilderen van tegels. De historische ontwikkeling van de Nederlandse tegel is er eveneens zichtbaar gemaakt. In de verzameling bevinden zich behalve tegelvelden en losse tegels ook grote, veelkleurige voorstellingen.

## Ontstaan van het Nederlands Tegelmuseum

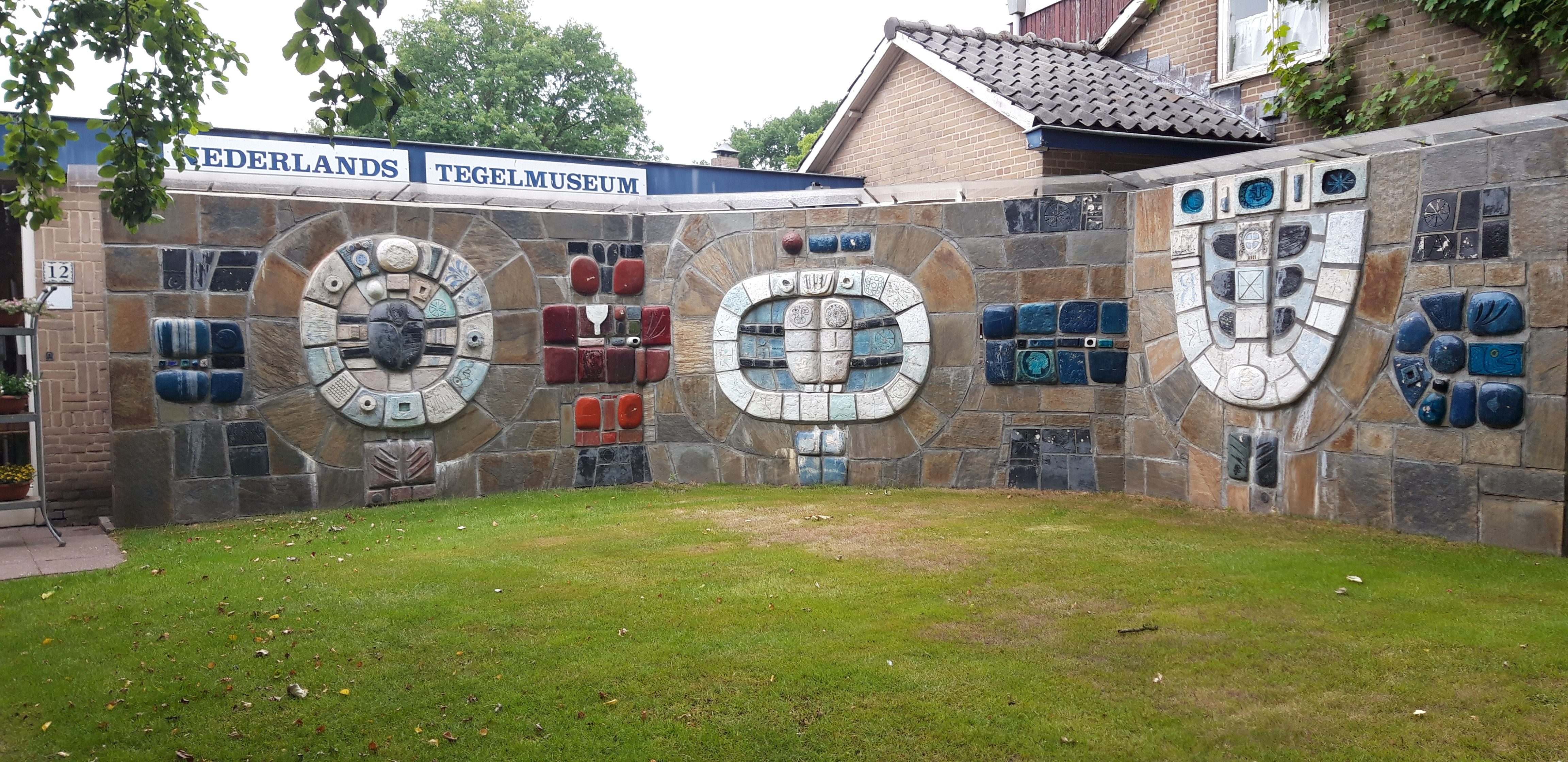
Entree in 2020

Het grootste deel van de tegelverzameling is bijeengebracht door de architect G. Feenstra uit Arnhem. Op 12 juli 1961 stelde hij zijn collectie voor het publiek open, in enkele zalen bij zijn bungalow aan de Eikenzoom in Otterlo. In 1963 richtte hij de Stichting Tegelmuseum "It Noflik Sté" op. In 1975 heeft deze stichting met steun van o.a. de gemeente Ede en de provincie Gelderland de collectie van Feenstra aangekocht, die tot dan toe in bruikleen was gegeven.

## Collectie

### Tegelcollectie Helene Kröller-Müller
Vanaf 10 mei 2019 is de tegelcollectie van Helene Kröller-Müller in het Nederlands Tegelmuseum te zien. Helene Kröller-Müller is vooral bekend vanwege de collectie moderne kunst die ze bijeenbracht, en die te zien is in het Kröller-Müller Museum, midden in het Nationaal Park De Hoge Veluwe te Otterlo. Helene Kröller-Müller bouwde ook een collectie op van (Delfts) aardewerk. Een verzameling oud-Hollandse wandtegels maakte deel uit van die collectie. Deze "vergeten (tegel-)collectie van Helene Kröller-Müller" werd in de zomer van 2017 gepresenteerd. Toen is het idee gerijpt om de collectie permanent tentoon te stellen in het Nederlands Tegelmuseum.

### De gelukkige olifant
Sinds 2014 heeft het museum l'Elefante Felice (de gelukkige olifant) in de collectie, ontworpen door Judith Laqueur-Révész. Dit kunstwerk bevond zich ruim 50 jaar op de gevel van het vakantieverblijf van koningin Juliana en Prins Bernhard in Porto Ercole.

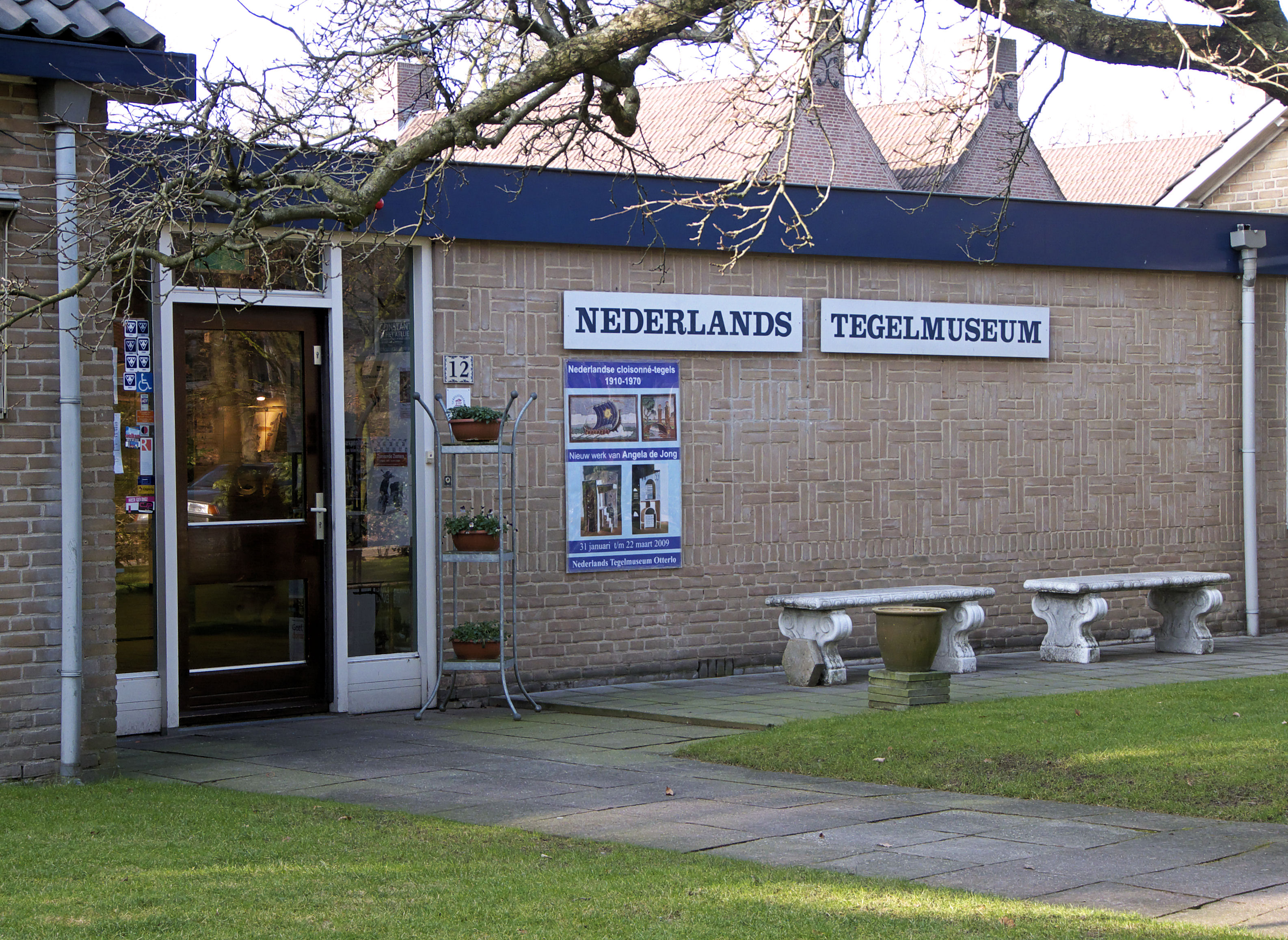
Ingang
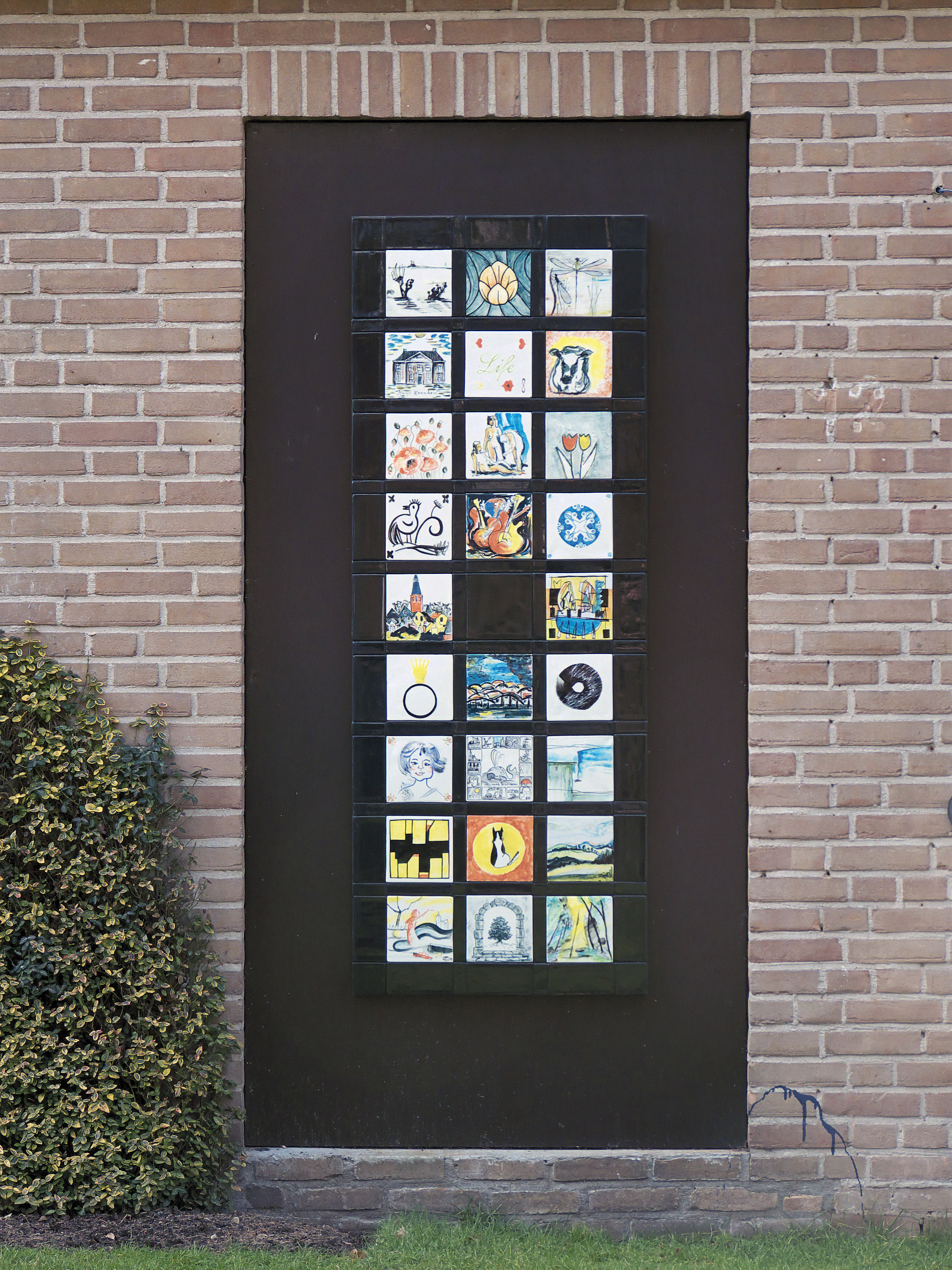
Blinde deur met tegels
Vogels en vissen van M.C. Escher